# Fukomys bocagei
Fukomys bocagei là một loài động vật có vú trong họ Bathyergidae, bộ Gặm nhấm. Loài này được de Winton mô tả năm 1897.